# Lê Huy Ngọ
Lê Huy Ngọ (sinh năm 1938) là một nhà chính trị Việt Nam. Ông nguyên là Ủy viên Ban Chấp hành Trung ương Đảng, Phó Trưởng ban Thường trực Ban Tổ chức Trung ương Đảng Cộng sản Việt Nam, Bí thư Tỉnh ủy Vĩnh Phú, Bí thư Tỉnh ủy Thanh Hóa, Bộ trưởng Bộ Nông nghiệp và Phát triển Nông thôn Việt Nam, sau đó là Trưởng ban Phòng chống Bão lụt Trung ương.

## Tiểu sử
Lê Huy Ngọ sinh năm 1938 tại Phường Tĩnh Hải, Thị xã Nghi Sơn, Thanh Hóa trong một gia đình nghèo có sáu người con nhưng ông luôn là một học sinh giỏi.
Khi học xong phổ thông, ông ra Hà Nội bán nước mắm thuê cho một người cùng làng có xưởng nước mắm ở phố Cát Linh để kiếm sống và hàng tháng gửi tiền về cho mẹ. Một hôm ông đưa nước mắm lên tận Chèm để bán và tình cờ thấy tấm bảng xi măng nhỏ có dòng chữ "Trường Trung cấp Nông Lâm Trung ương" và ông đã quyết định thi vào trường này..
Sau đó ông đã đảm nhận nhiều cương vị khác nhau: cán bộ khuyến nông của Sở Nông nghiệp Vĩnh Phúc, rồi Trưởng phòng, Trưởng ban Hợp tác xã trong thời kỳ khoán hộ do Bí thư Kim Ngọc chủ xướng, Phó Giám đốc Sở, Giám đốc Sở Nông nghiệp, Phó Chủ tịch UBND tỉnh (1977 - 1985), rồi Chủ tịch UBND tỉnh, Phó Bí thư Tỉnh ủy, Bí thư tỉnh ủy tỉnh Vĩnh Phú (1986 - 1988) ,.
Tại Đại hội Đảng VI (1986) ông được bầu làm Ủy viên dự khuyết Ban Chấp hành Trung ương Đảng, đến năm 1989 là Ủy viên chính thức. Năm 1988 ông giữ chức Bí thư Tỉnh ủy Thanh Hóa.
Tại Đại hội Đảng VII (1991), Đại hội Đảng VIII (1996), Đại hội Đảng IX (2001) ông tiếp tục được bầu làm Ủy viên Ban Chấp hành Trung ương Đảng. Sau đó ông làm Phó Trưởng ban Thường trực Ban Tổ chức Trung ương Đảng cho đến khi được bổ nhiệm làm Bộ trưởng Bộ Nông nghiệp và Phát triển Nông thôn (1997).
Sau vụ Lã Thị Kim Oanh, ông đã xin từ chức và đã được chấp nhận. Ông từ chức năm 2004 sau một vụ tiêu cực mà người ta cho rằng ông không phải chịu nhiều trách nhiệm nhưng ông vẫn quyết định ra đi.
Sau đó ông đã được Thủ tướng Chính phủ bổ nhiệm vào chức Trưởng ban Phòng chống Lụt bão Trung ương.
Tháng 10/2007, ông chính thức nghỉ hưu từ giã chính trường.